# Muazzez İlmiye Çığ
Muazzez İlmiye Çığ, née Muazzez İlmiye İtil le 20 juin 1914 à Bursa (alors dans l'Empire ottoman) et morte le 17 novembre 2024 à Mezitli (Mersin, Turquie), est une archéologue turque, spécialiste des civilisations hittite et sumérienne.
Elle a permis de déchiffrer 3 000 tablettes en écriture cunéiforme. Elle a suscité la controverse dans le monde musulman et a reçu une couverture médiatique mondiale en 2006 à la suite de la publication d'un livre l'année précédente. Elle y affirme que le foulard porté par les femmes musulmanes ne serait pas originaire du monde musulman, mais aurait été porté cinq mille ans plus tôt par les prêtresses sumériennes comme moyen d'initier les jeunes hommes aux relations sexuelles.

## Biographie

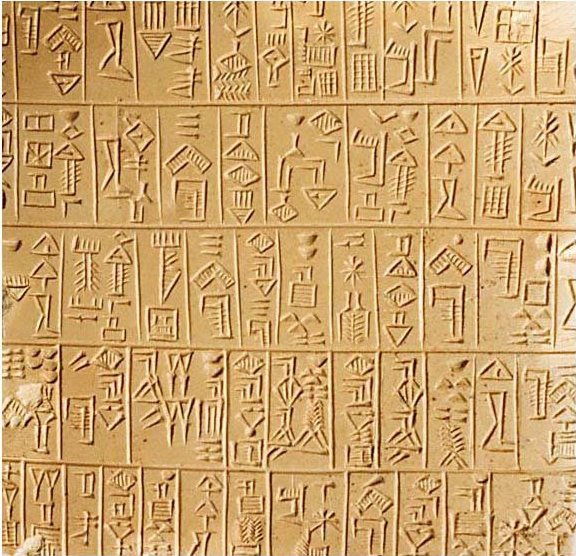
Inscription sumérienne du

Les parents de Muazzez İlmiye Çığ étaient des Tatars de Crimée dont les deux familles avaient immigré en Turquie. La famille du côté de son père était originaire de Merzifon, et le côté de sa mère de la ville de Bursa, au nord-ouest de la Turquie, la quatrième plus grande ville de Turquie alors un centre administratif régional majeur de l'Empire ottoman. Muazzez İlmiye İtil est née à Bursa, quelques semaines avant le déclenchement de la Première Guerre mondiale. À l'âge de cinq ans en 1919, l'invasion d'Izmir par l'armée grecque incite son père, enseignant, à chercher la sécurité de la famille en s'installant dans la ville de Çorum, où la jeune Muazzez termine ses études primaires. Elle retourne ensuite à Bursa et, à l'âge de 17 ans en 1931, y obtient son diplôme de l'établissement de formation des enseignants du primaire.
Après avoir enseigné pendant près de cinq ans à des enfants dans une autre ville du nord-ouest, Eskişehir, Muazzez İlmiye Çığ commença ses études en 1936 au département de hittitologie de l'université d'Ankara. Parmi ses professeurs figuraient deux des plus éminents spécialistes de la culture et de l'histoire hittites de l'époque, Hans Gustav Güterbock et Benno Landsberger, tous deux réfugiés juifs allemands de l'ère hitlérienne, qui furent professeurs en Turquie pendant la Seconde Guerre mondiale.
Après avoir obtenu son diplôme en 1940, Muazzez İlmiye Çığ commença une carrière de plusieurs décennies au Musée de l'Orient ancien (en), l'une des trois institutions de ce type qui composent les musées archéologiques d'Istanbul, en tant que spécialiste résidente dans le domaine des tablettes cunéiformes, dont des milliers étaient stockées, non traduites et non classées dans les archives de l'établissement. Dans les années qui ont suivi, grâce à ses efforts dans le déchiffrement et la publication des tablettes, le musée est devenu un centre d'apprentissage des langues du Moyen-Orient fréquenté par des chercheurs en histoire ancienne de toutes les parties du monde.
Mariée à Kemal Çığ, directeur du musée de Topkapı, Muazzez İlmiye Çığ était une éminente défenseuse de la laïcité et des droits des femmes en Turquie, et membre honoraire de l'Institut archéologique allemand et de l'Institut des sciences préhistoriques de l'Université d'Istanbul. Elle est devenue célèbre dans sa profession pour ses recherches diligentes et systématiques dans ses livres, ses articles universitaires et ses articles d'intérêt général publiés dans des magazines et des journaux tels que Belleten et Bilim ve Ütopya. En 2002, son autobiographie, Çivi çiviyi söker, encadrée par une série d'entretiens avec le journaliste Serhat Öztürk a été publiée par la première institution financière nationale du pays, Türkiye İş Bankası.
En 2005, Muazzez İlmiye Çığ a publié un pamphlet intitulé Mes réactions citoyennes, qui lui vaut d'être accusée d'insulte et de provocation à la haine raciale et religieuse pour avoir comparé le voile islamique aux voiles que portaient les femmes de Sumer, 4 000 ans av. J.-C. : « Le fait de se couvrir la tête est apparu bien avant l'ère chrétienne, mais pas pour des motifs religieux. Il servait à montrer le rang social d'une femme. C'est juste un fait historique ». Elle comparut devant une cour d'Istanbul le 1er novembre 2006, qui l'a innocentée. Elle risquait en théorie jusqu'à trois ans de prison,.
Muazzez İlmiye Çığ est décédée le 17 novembre 2024, à l'âge de 110 ans et 150 jours. Elle était la personne la plus âgée de Turquie au moment de son décès.

## Travaux
(novembre 2024).
- 1993 : Zaman Tüneli ile Sümer'e Yolculuk [ Voyage à Sumer à travers un tunnel temporel" (écrit comme littérature éducative pour enfants)
- 1995 : Kur'an, İncil ve Tevrat'ın Sümer'deki Kökeni [ Les origines du Coran, de l'Évangile et de la Torah à Sumer ]
- 1996 : Sümerli Ludingirra [ Ludingirra la Sumérienne, une rétrospective de science-fiction ] (İbrahim Peygamber)
- 1997 : Le prophète Abram, d'après les écrits sumériens et les découvertes archéologiques
- 1998 : İnanna'nın Aşkı [ L'amour d'Inanna, la croyance et le mariage sacré à Sumer ]
- 2000 : Hititler ve Hattuşa [Les Hittites et Hattuša, tel qu'écrit par Ishtar] (Ortadoğu Uygarlık Mirası)
- 2002 : Patrimoine des civilisations au Moyen-Orient
- 2005 : Bereket Kültü ve Mabet Fahişeliği [ Culte de la fertilité et sainte prostitution ], Les œuvres comprennent de nombreuses traductions de l’anglais.